# Ratpenat pilós del riu Fly
El ratpenat pilós del riu Fly (Kerivoula muscina) és una espècie de ratpenat de la família dels vespertiliònids que es troba a Papua Nova Guinea.